# 殿中省丞
殿中丞，全名殿中省丞，從七品職，無職事。
唐代改殿內省為殿中省，設殿中丞二人，為其屬官，從五品上。北宋崇寧二年（1103年）三月建殿中省，负责朝廷后勤内务，有（殿中）丞參領省事，從七品。